# Laid (série télévisée)
Laid est une série télévisée américaine en huit épisodes d'environ 30 minutes développée par Nahnatchka Khan et Sally Bradford McKenna, et mise en ligne le 19 décembre 2024 sur Peacock, et à la télévision au Canada à partir du 24 mars 2025 sur W Network.
Il s'agit de l'adaptation de la série australienne du même titre (2011–2012).
Cette série est inédite dans tous les pays francophones.

## Synopsis
Ruby, une trentenaire célibataire, réalise que plusieurs de ses anciens partenaires sexuels meurent mystérieusement. Avec l’aide de sa meilleure amie AJ, elle tente de retracer son passé amoureux et d’avertir ses ex du danger qui les menace.

## Distribution
Sauf indication contraire, les informations mentionnées dans cette section peuvent être confirmées par les bases de données cinématographiques IMDb et Allociné,  présentes dans la section « Liens externes ».

### Acteurs principaux
- Stephanie Hsu : Ruby
- Zosia Mamet : AJ
- Michael Angarano : Richie
- Tommy Martinez : Isaac

### Acteurs secondaires
- Andre Hyland : Zack, le petit ami d'AJ
- Elizabeth Bowen : Debra, la thérapeute de Ruby
- Olivia Holt : Merci, la petite amie d'Isaac
- Ryan Pinkston (en) : Brad
- David Denman : Détective Brenowitz
- Susan Berger : Jill Blanch

## Production
Le 29 mai 2025, la série est annulée.

## Épisodes
1. Brandon from College
2. FB to the T
3. Sex Cluster
4. Flagstaff
5. Secret Soft
6. More Handsome than Joe Jonas
7. Toby and Lindsey Are Here
8. Il Mostro del Sesso